# 2022년 남아시아 홍수
2022년 1월부터 10월까지 엄청난 강우와 광범위한 몬순(계절풍) 홍수가 아프가니스탄, 방글라데시, 인도, 네팔, 파키스탄, 그리고 스리랑카 같은 남아시아 국가에서 발생했다. 이 홍수는 2020년 이후로 해당 지역에서 가장 치명적인 홍수가 되었고, 3,700명이 넘는 사람들이 사망했다.

## 배경
몬순은 남아시아를 매년, 주로 6월에서 9월 사이에 강타한다.
매년 홍수는 인도 아(亞)대륙, 건물을 붕괴시키고 산사태를 일으킨다.
남아시아의 기후 변화는 이런 폭풍을 악화시킨다.

## 영향 받은 국가들

### 파키스탄
1월에 카이베르파크툰크와주의 홍수로 8명이 사망했지만, 2022년 6월부터 홍수가 대부분의 파키스탄에서 발생하면서, 약 3,300만 명의 사람들, 즉 국가 인구의 12%가 영향을 받았다.

200만 채가 넘는 집들이 홍수 때문에 손상되거나 파괴되었고,
400억 달러(USD)가 넘는 피해가 생겼다.
최소 1,717명이 홍수로 사망했고,
대부분은 신드주, 발루치스탄주, 카이베르파크툰크와주, 그리고 펀자브주 지역이다.

### 아프가니스탄
이 부분은 en:2022 Afghanistan floods의 인용입니다.

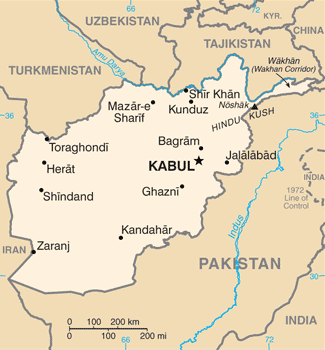
아프가니스탄의 지도

2022년 5월 홍수가 아프가니스탄의 몇몇 지역에 발생하면서 429명이 사망했다.
7월에 40명 그리고 6월에 19명뿐만 아니라 8월에 홍수로 182명이 사망했다고 나중에 보도되었다.
6월부터 8월까지 국민들이 호스트주의 지진에서 회복하던 무렵에, 홍수가 한 번 더 강타하면서 6월에 19명, 7월에 39명, 그리고 8월에 182명이 사망했다.

### 인도
5월 말에 홍수가 아삼주 그리고 비하르주의 4,000개가 넘는 마을에 발생해서, 최소 186명의 사람들이 사망했다.
홍수는 아삼주에서 6월까지 계속 발생해서 추가로 200명이 사망했다.
6월부터 7월까지 마하라슈트라주에서 홍수로 105명이 사망했다.
6월부터 8월까지 홍수는 국가의 북서쪽에도 발생해서, 우타라칸드주에서 40명이 사망하고 13명이 실종됐으며 히마찰프라데시주에서는 276명이 사망했다.
홍수는 오디샤주에도 발생해서 6명이 사망했다.
구자라트주에서는 6월부터 홍수로 최소 61명이 사망했다.
6월 30일, 마니푸르주 노네이 지구에서 산사태가 발생해서 58명이 사망하고 3명이 실종되고 18명이 부상당했다.
7월 8일, 잠무카슈미르주에서 2022년 아마르나트 순례 동안에 홍수로 16명이 사망하고 40명이 실종됐다.
8월 18일부터 23일까지 열대 폭풍이 인도 동쪽 해안에 홍수를 발생시켜서 14명이 사망했다.
9월에 우타르 프라데시주에서 홍수로 수백 채의 집이 손상되었고 12명이 사망했으며, 붕괴된 벽 때문에 사망한 9명이 포함된다.
10월에 홍수로 18명의 사람이 사망했다.
통틀어서 5월부터 인도에서는 최소 969명의 사람들이 홍수 때문에 사망했다.

### 방글라데시
5월 17일부터 홍수는 방글라데시 몇몇 지역에서 발생했다.
최소 141명의 사람들이 사망했고, 대부분 실렛주에서 일어났다.
10월에는 열대성 저기압 시트랑(Sitrang) 때문에 추가로 35명의 사망자가 발생했다.

### 네팔
2022년 1월부터 9월까지 홍수와 산사태로 네팔에서 최소 70명이 사망했다.
9월 16일, 어참 지구에서 산사태로 22명의 사람들이 사망하고 10명이 실종되었다.
10월에 대홍수로 최소 46명이 사망하고 22명이 실종됐으며, 카르날리주는 최악의 피해를 당했다.

### 스리랑카
6월에 스리랑카에서 홍수로 인한 3건의 사망이 보도되었고, 수백 채의 집이 손상됐었다.
10월에 추가로 3건의 사망이 발생했고 210여 채가 넘는 집들이 손상되거나 파괴되었다.